# Årre
Årre is een plaats in de Deense regio Zuid-Denemarken, gemeente Varde. De plaats telt 582 inwoners (2008).